# عنقود مجرات هورولوغيوم العظيم
عنقود مجرات هورولوغيوم العظيم أو عنقود مجرات هائل هورولوغيوم (بالإنجليزية: Horologium super cluster
) ,وهو يتكون من عنقودي مجرات عظيمين
SCl 48 و SCl 49, يبلغ قطره نحو 550 مليون سنة ضوئية ؛ وتبلغ كتلة عنقود مجرات هورلوغيوم العظيم نحو von 1017 كتلة شمسية, وهو يشكل أكبر العناقيد المجرية العظمى التي تعرفنا عليها.
احداثيات هذا العنقود العظيم هي: مطلع مستقيم 19 ساعة و 3 دقائق و الميل (فلك) -50 درجة (زاوية) و 2 دقيقة (زاوية) ويمتد عبر مساحة سماوية قدرها 12° × 12°. الجزء القريب منه لنا يبعد عنا نحو 700 مليون سنة ضوئية ، ويتميز طيف الجزء القريب منا بإنزياح أحمر قدره
=0,063 (ويبدو في الصورة إلى أسفل ). وأما طرفه الآخر فيبعد عنا نحو 2و1 مليار سنة ضوئية (وهو الطرف الموجود أعلى الصورة).
يرى عنقود مجرات هورلوغيوم العظيم في اتجاه كوكبة الساعة والنهر.
يحتوي على نحو 5000 تجمع من تجمعات المجرات (نحو 30.000 مجرة و نحو 300.000 مجرة قزمة. كما يحوي عنقود مجرات الساعة العظيم عنقود مجرات أبل 3266 (في الصورة أسفل اليسار)، وهو أحد التجمعات الكبرى في نصف الكرة السماوي الجنوبي. وتوضح الخريطة مواقع عناقيد المجرات التي تزيد درجة لمعانها عن 17 قدر ظاهري.